# Leucodesminus granulatus
Leucodesminus granulatus är en mångfotingart som beskrevs av Masatoshi Takakuwa 1943. Leucodesminus granulatus ingår i släktet Leucodesminus och familjen Cryptodesmidae. Inga underarter finns listade i Catalogue of Life.